# Composição intermédia

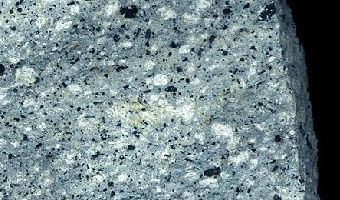
Andesito Neógeno, Krupina, Monte Štiavnické vrchy, Eslováquia

Em petrologia ígnea uma composição intermédia refere à uma composição química de uma rocha que tem um título de 52-63 de SiO2, sendo um meio termo entre o félsico e o máfico. Típicas rochas intermédias incluem andesito, dacito e traquiandesito entre rochas vulcânicas e diorito e granodiorito entre rochas plutônicas.